# 人形劇の図書館

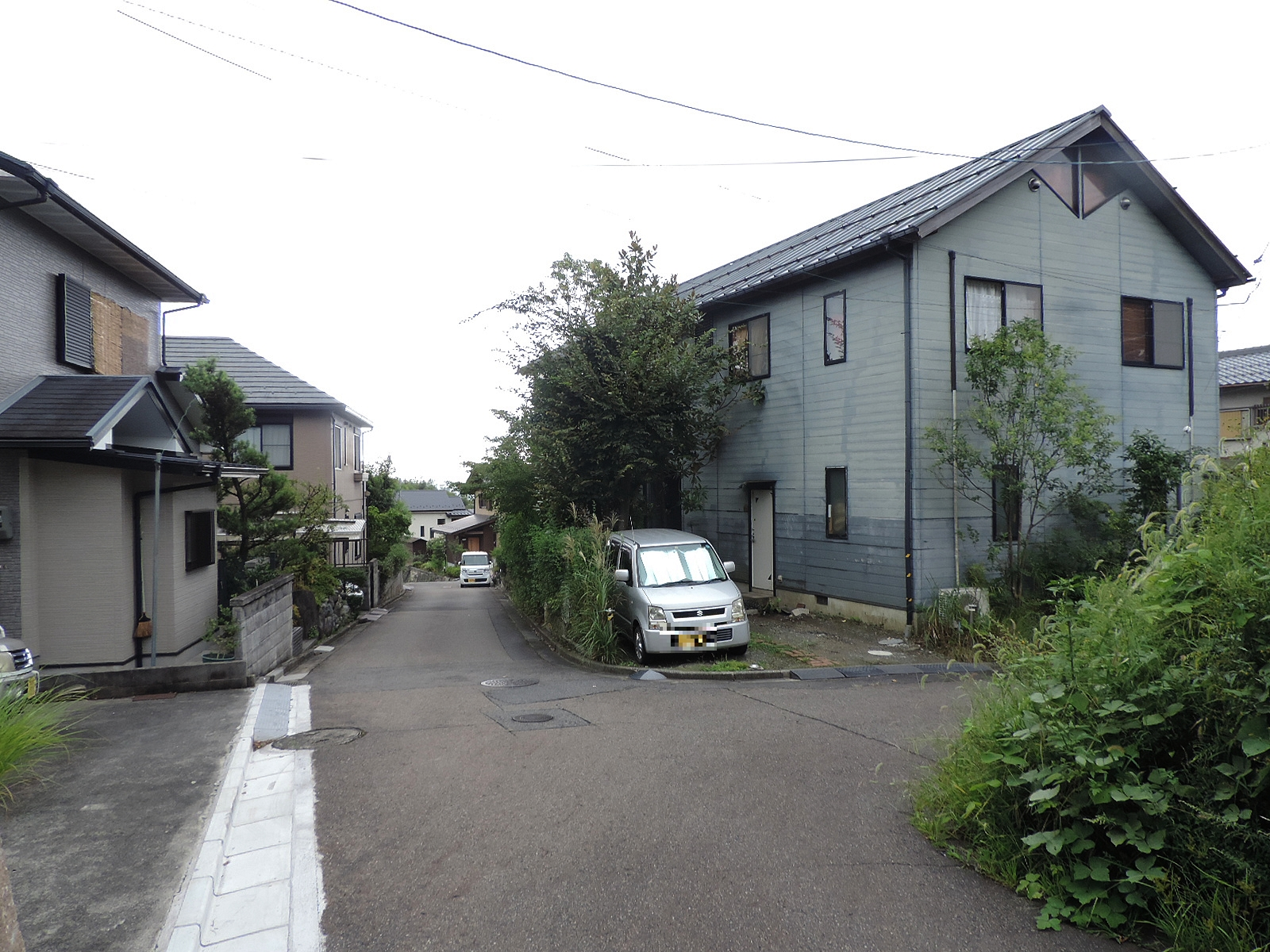
写真右側の建物が人形劇の図書館。

人形劇の図書館（にんぎょうげきのとしょかん）は、人形劇団である人形劇・トロッコ（代表・潟見英明）が1991年に設立運営、1995年（平成7年）に一般公開が開始された日本唯一の人形劇専門の図書館である。
現代人形劇を中心とし、その周辺分野も含めた図書･資料を蒐集し公開している。所在地は滋賀県大津市坂本。
蔵書数は1万冊以上、各種資料数万点。開館は不定期であるが、レファレンスや問い合わせは随時受け付けている。
全国の学生が人形劇を研究･論文などで取り上げる際に、資料提供や研究の手助けを行ってきている。近年少しずつではあるが人形劇を対象とした卒論や論文が増えてきており、豊富な資料の存在が際立っている。
また、海外を含む多くの論文や研究者の利用も少なからずあり、資料提供を行っている。国立劇場ホームページの「人形芝居」の監修も担当した。
1997年（平成9年）の「フランスにおける日本年」のイベントである「人形劇・日本の領域」展で「人形劇を描いた浮世絵」など、また同年のロシア・モスクワ市800年展示会などで、所蔵資料による海外展覧会と国内でも各種の展示が催されている。
国際的にも人形劇の専門図書館はさほど多くはないが、なかでも「人形劇の町」として有名なフランスのシャルルヴィル＝メジエール市には、フランス国立人形劇学校や国際人形劇研究所があり、人形劇図書館も所在する。